# Kader Klouchi
Kader Klouchi, född 1 juni 1969, är en algerisk friidrottare. Han deltog vid olympiska sommarspelen 1992.